# Newmarket (Suffolk)
Newmarket é uma cidade e paróquia civil do distrito de Forest Heath, no Condado de Suffolk, na Inglaterra. Sua população é de 20.936 habitantes (2015).